# Inmigración siria en México
Según el censo del año 2000, había 246 sirios viviendo en México. En 1890 residían más de 1000 sirios en el país pero la gran mayoría emigró hacia los Estados Unidos a causa de la guerra revolucionaria.

## Tabla de flujos migratorios
| 1921 | 4.715 |
| 1930 | 5.159 |
| 1940 | 1.041 |
| 1980 | 893   |
| 1990 | 478   |
| 2000 | 319   |
| 2010 | 222   |
| 2015 | 3.633 |
| 2020 | 248   |

## Sirios radicados en México
- Ikram Antaki, maestra y escritora (+)